# Єйськ (аеропорт)
Єйськ — аеродром спільного базування в місті Єйськ, п'ятому за кількістю населення міста Краснодарського краю.
Тут знаходиться аеропорт(IATA: EIK, ICAO: URKE) міста Єйська, який може приймати повітряні судна 2—4 класів. У зв'язку з будівництвом ігорної зони Азов-Сіті заплановано реконструкцію Єйського аеропорту.
Крім цивільної авіації, використовується військово-повітряними силами РФ.

## Авіабаза
На аеродромі розташовується штаб 1-ї гвардійської Сталінградської, Свирської змішаної авіаційної дивізії зі складу 4-ї армії ВПС і Військ ППО РФ. На аеродромі дислокований 959-й бомбардувальний авіаполк входить до складу 1-ї гвардійської змішаної авіаційної дивізії. Озброєння полку складається з фронтових бомбардувальників Су-24.
На аеродромі базується авіаційна група колишнього Єйського ВВАУЛ (нині Єйське вище військове авіаційне училище ім. Комарова, що готує фахівців із управленням повітряним рухом для військової авіації), має на озброєнні літаки Л-39.

## Інциденти
17 жовтня 2022 під час набирання висоти після зльоту з аеродрому Південного воєнного округу через технічну несправність винищувач Су-34 впав на житлову забудову в місті Єйськ. Пілоти катапультувались. Згідно з твердженням Міністерства оборони РФ літак виконував навчально-тренувальний політ, цьому твердженню суперечить факт детонації боєприпасів при пожежі на місці катастрофи
Станом на ранок 18 жовтня було повідомлено про 13 загиблих, 19 поранених цивільних осіб.

## Російсько-українська війна
Супутниковий знімок авіабази 8 жовтня 2022 року показав, що вона інтенсивно використовується російськими військовими та завдяки близькому розташуванню до України — служить як передова повітряна база окупантів — на ній знаходилось 10 Су-34, не менше 7 Су-25, по два Іл-38, Ан-26, Су-30СМ, Ту-134УБЛ, Ан-72⁣, а також один Бе-200ЧС.
5 квітня 2024 року ГУР заявило про враження БПЛА дронами 7 російських літаків: 4 багатоцільові винищувачі Су-30СМ, 2 військово-транспортні літаки та літак-амфібія Бе-200ЧС, а також про знищення дизельної підстанції аеропорту.

## Статистика
Див. джерело запитів Вікіданих та джерела.